# Aliko Dangote
Alhaji Aliko Dangote (Kano, 10 aprile 1957) è un imprenditore nigeriano di etnia hausa, fondatore ed amministratore delegato del conglomerato Dangote Industries.
Con un patrimonio netto stimato in circa 17,5 miliardi di dollari statunitensi al 2023, è stato considerato per circa un decennio l'uomo più ricco dell'Africa e la persona nera più ricca al mondo.

## Biografia
È nato il 10 aprile 1957 a Kano in una famiglia benestante di etnia hausa, nell'allora Nigeria britannica, da Mariya Sanusi Dantata e Mohammed Dangote; la famiglia materna in particolare era attiva nel settore agricolo-alimentare ed aveva accumulato una discreta ricchezza. Il bisnonno materno, Alhassan Dantata, era considerato l'uomo più ricco dell'Africa occidentale al momento della sua morte, avvenuta nel 1955.
Nel 1977 si è laureato presso l'Università al-Azhar del Cairo e con l'aiuto economico dello zio ha avviato un'impresa di commercializzazione di materie prime, prevalentemente cemento. L'attività si è espansa velocemente portando Dangote ad operare anche in diversi altri settori, prevalentemente alimentare ed energetico.
Dopo aver debuttato nel 2008 nella lista annuale dei miliardari stilata dalla rivista statunitense Forbes nel 2011 è stato riconosciuto come persona più ricca dell'Africa, mantenendo tale posizione fino al 2023.

## Controversie
Nell'ambito dell'inchiesta Swiss Leaks del 2015 il nome di Dangote è apparso tra i clienti della banca HSBC a nome della società Development Projects Corporation, registrata presso le Isole Vergini Britanniche. Nel 2016 il suo nome e quello di alcuni suoi familiari e stretti collaboratori è stato collegato ad almeno 13 società offshore registrate in diversi paradisi fiscali nell'ambito dei Panama Papers.